# Traquet à poitrine rousse
Oenanthe frenata
Espèce
Statut de conservation UICN

 LC  : Préoccupation mineure
Le Traquet à poitrine rousse (Oenanthe frenata) est une espèce d'oiseaux de la famille des Muscicapidae.
Cet oiseau peuple les hauts plateaux abyssins.